# Частинское сельское поселение
Частинское се́льское поселе́ние — упразднённое муниципальное образование в Частинском районе Пермского края Российской Федерации.
Административный центр — село Частые.

## История
Статус и границы сельского поселения установлены Законом Пермской области от 10 ноября 2004 года № 1726-351 «Об утверждении границ и о наделении статусом муниципальных образований Частинского района Пермского края». Упразднено Законом Пермского края от 2 марта 2020 года № 513-ПК. 

## Население
| 2010  | 2012  | 2013  | 2014  | 2015  | 2016  | 2017  |
| ----- | ----- | ----- | ----- | ----- | ----- | ----- |
| 6784  | ↗6832 | ↗6854 | ↘6786 | ↗6859 | ↗6914 | ↗6939 |
| 2018  | 2019  | 2020  |       |       |       |       |
| ↘6897 | ↘6832 | ↘6737 |       |       |       |       |

## Состав сельского поселения
| №  | Населённый пункт  | Тип населённого пункта       | Население |
| -- | ----------------- | ---------------------------- | --------- |
| 1  | Байдины           | деревня                      | 49        |
| 2  | Большая Головниха | деревня                      | 12        |
| 3  | Владимирово       | деревня                      | 33        |
| 4  | Гари              | деревня                      | 88        |
| 5  | Ерзовка           | деревня                      | 403       |
| 6  | Западная          | деревня                      | 181       |
| 7  | Змеевка           | село                         | 304       |
| 8  | Кленовая          | деревня                      | 196       |
| 9  | Малая Головниха   | деревня                      | 0         |
| 10 | Махони            | деревня                      | 2         |
| 11 | Медведка          | деревня                      | 43        |
| 12 | Мельничная        | деревня                      | 355       |
| 13 | Ново-Заболото     | деревня                      | 4         |
| 14 | Паклин            | деревня                      | 4         |
| 15 | Песьянка          | деревня                      | 68        |
| 16 | Приморье          | деревня                      | 63        |
| 17 | Силята            | деревня                      | 7         |
| 18 | Средняя Головниха | деревня                      | 113       |
| 19 | Частые            | село, административный центр | →4859     |